# Los Papines
Los Papines est un quartette cubain de chants et percussion fondé en 1957 à La Havane par les frères Luis, Alfredo, Jesus et Ricardo Abreu. Leur répertoire de genre afrocubain est axé sur la rumba,.
Ils sont issus d'une famille avec une tradition musicale dans la rumba, avec jusqu'à 11 membres dans cette spécialité. Depuis sa création, ils ont atteint une grande popularité à Cuba et sur les scènes internationales où ils se sont produits pour le caractère saisissant et original de leurs présentations. Ils cultivent les rythmes afro-cubains variants de la rumba. 
Ils ont commencé leur carrière professionnelle dans des boîtes de nuit et des cabarets, comme le Tropicana, mais au fur et à mesure qu'ils se sont consolidés, ils ont réussi à se produire sur les meilleures scènes de Cuba et du monde, ainsi qu'à la radio et à la télévision.
Los Papines a fait voyager sa musique dans le monde entier et a partagé la scène avec des musiciens de renom tels que; Panchito Berejano, Manteca, Daria Nasaco, Chicho de l'orchestre de Benny More, Ray Barreto, Mongo Santamaría, Roberto Roena, Tito Puente, Orestes Vilató et bien d'autres.

## Liens
- Notices d'autorité :   - VIAF
  - ISNI
  - IdRef